# Ratusz w Dzierżoniowie
Ratusz w Dzierżoniowie – wzniesiony w roku 1875 przy wykorzystaniu wieży i sukiennic pochodzących z XV wieku, będących fragmentami poprzedniego ratusza. W XVII i XIX wieku przebudowano wnętrza. Obecnie ratusz jest siedzibą władz miejskich i biblioteki.

## Historia
Dokładna data powstania pierwszego ratusza w Dzierżoniowie nie jest znana, źródła podają, że istniał już w roku 1337. W 1613 roku wzniesiono wieżę. W latach 1428, 1562, 1600, 1633 i 1780 ratusz był odbudowywany po kolejnych pożarach. W roku 1872 bryłę rozebrano z powodu złego stanu technicznego, a w latach 1873-1875 wzniesiono nowy ratusz, ze starego pozostała tylko wieża i sukiennice. W XVII i XIX wieku przebudowano wnętrza ratusza. W latach 1964–1965 sukiennice zaadaptowano dla potrzeb miejskiej biblioteki. W latach 2012–2013 przeprowadzono gruntowny remont budowli.

Decyzją wojewódzkiego konserwatora zabytków z dnia 20 grudnia 1976 roku ratusz został wpisany do rejestru zabytków.

## Architektura
Ratusz jest budowlą trzykondygnacyjną, w zasadzie jest pozbawiony ozdób z wyjątkiem wysokiego aż do dachu ryzalitu, położonego na środku głównej fasady, posiadającego zamknięte półkoliście okna. Z dawnego średniowiecznego założenia pozostała czworoboczna wieża z ostrołukowym portalem, zwieńczona galeryjką i późnorenesansowym hełmem z latarnią, oraz budynek dawnych sukiennic, posiadający gotycki szczyt. Wysoka na 47 metrów wieża posiada ostrołukowe okienka i jest podzielona gzymsami, powyżej których znajdują się tarcze zegarowe. Budynek ratusza jest siedzibą władz miasta, a w sukiennicach mieści się biblioteka publiczna.

## Galeria

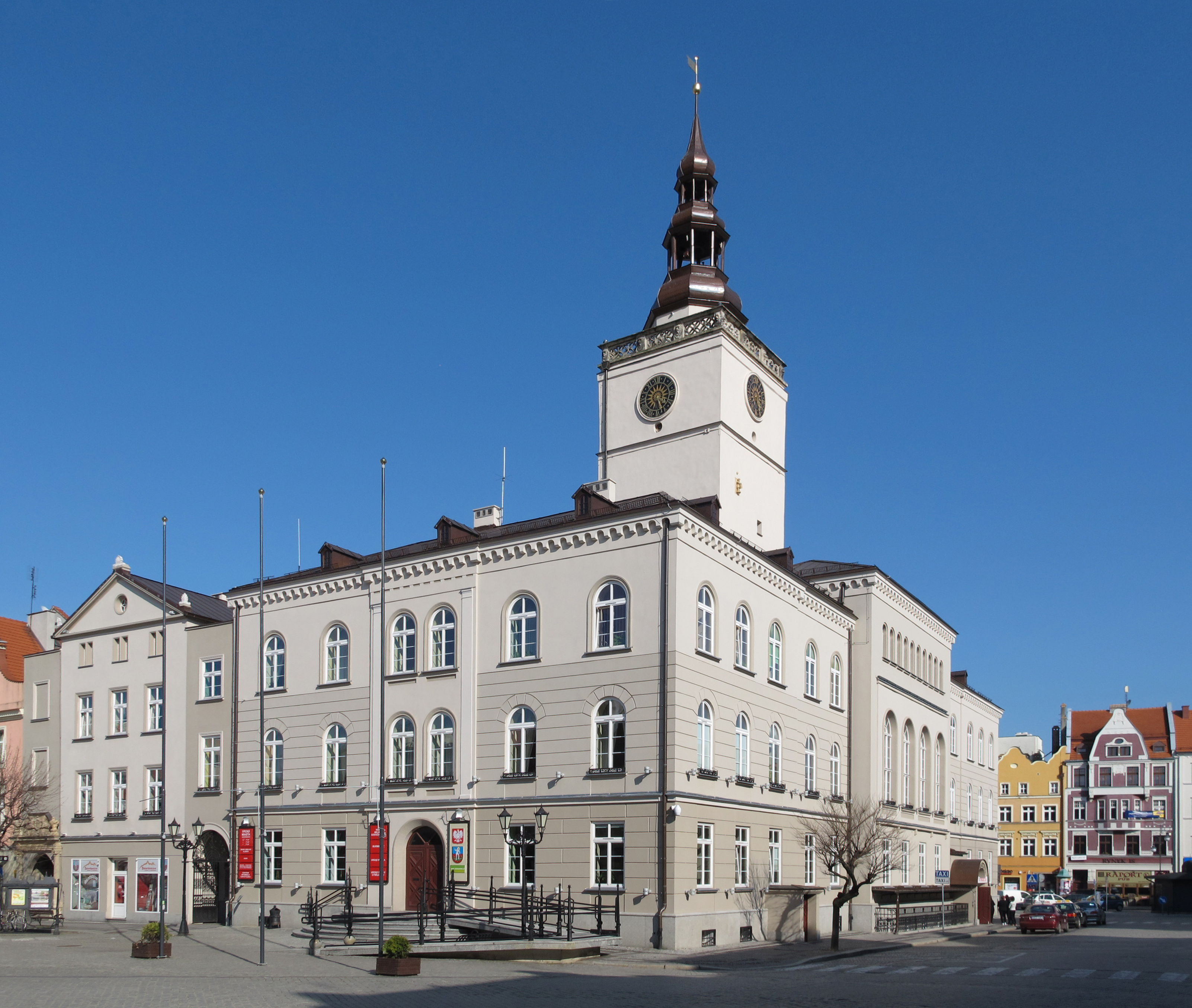
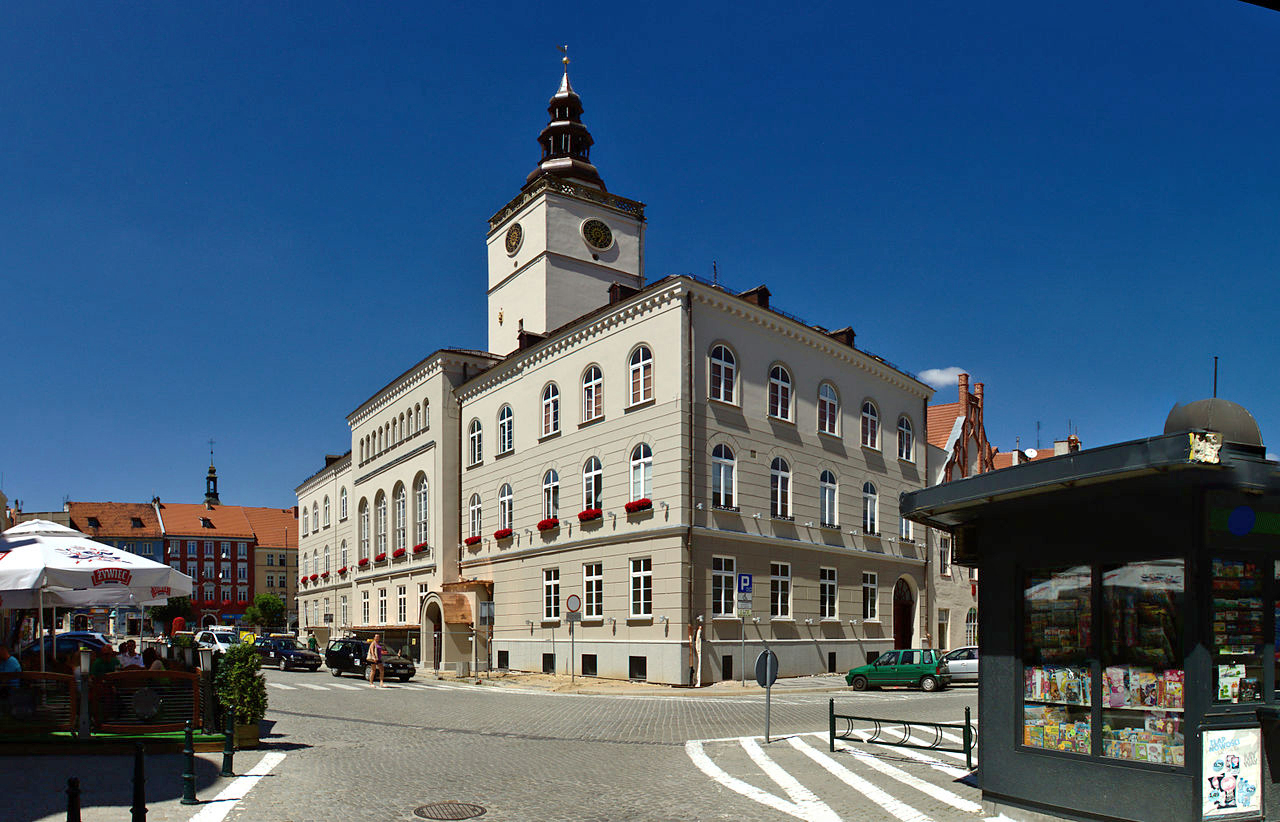
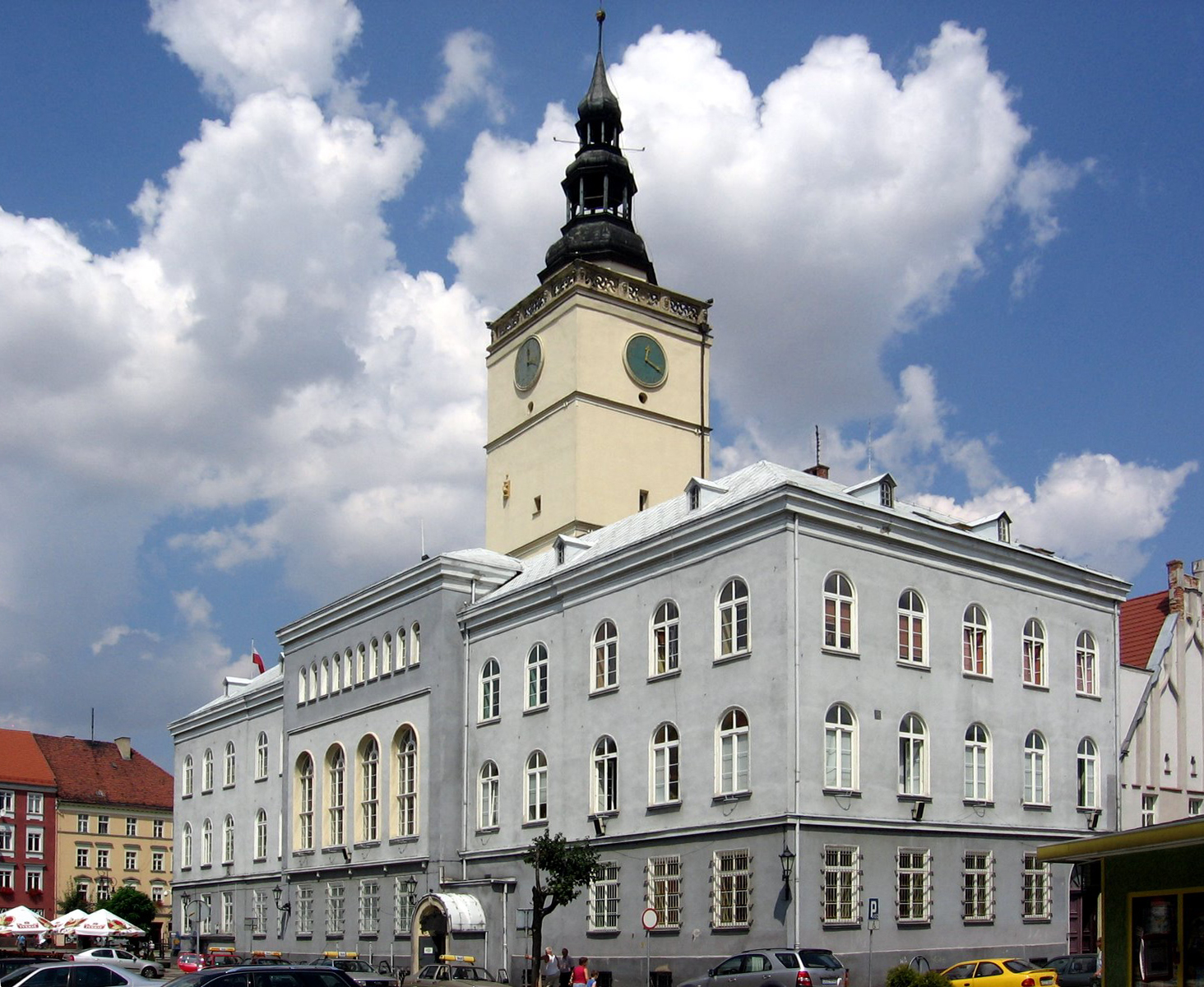
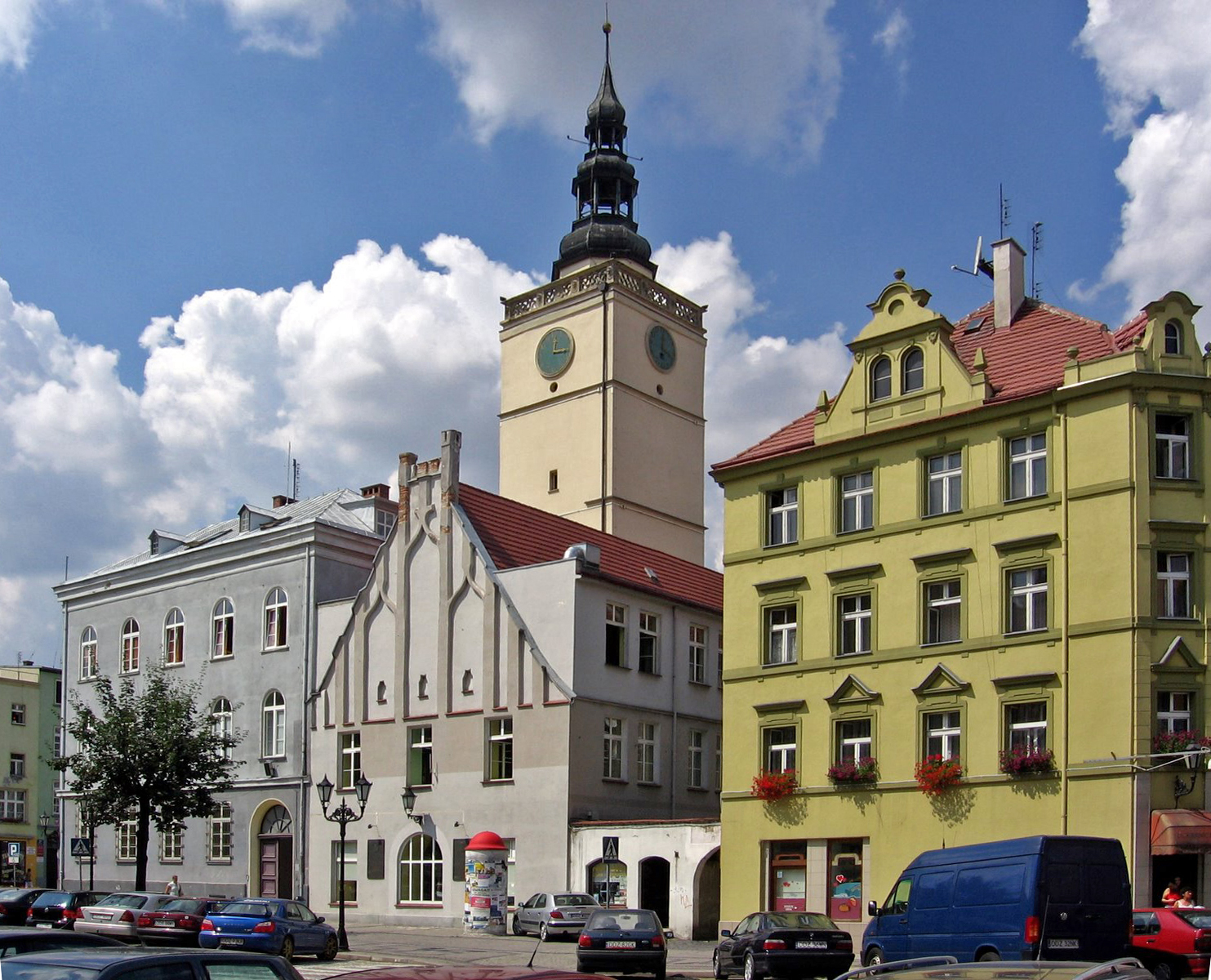
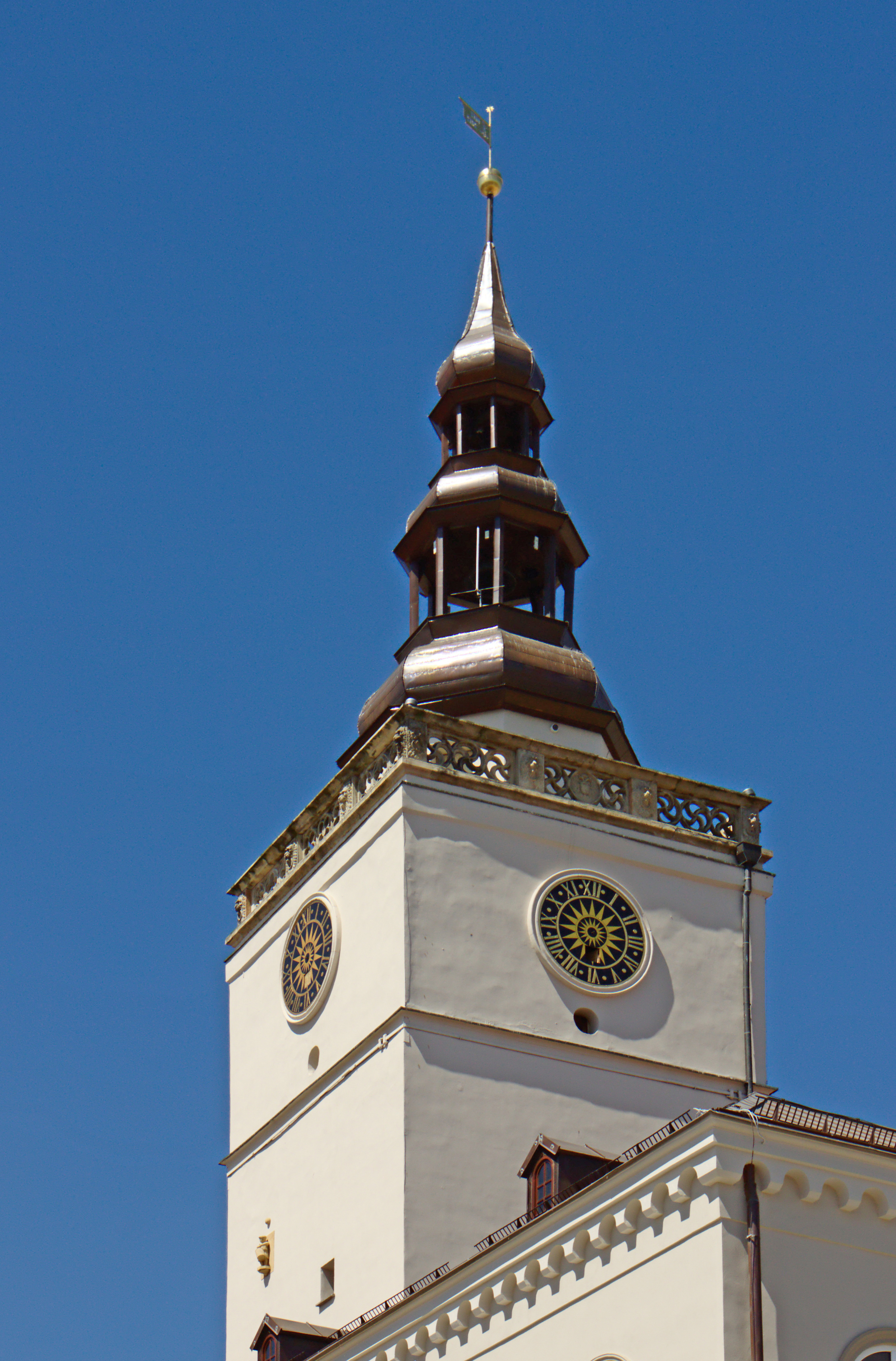
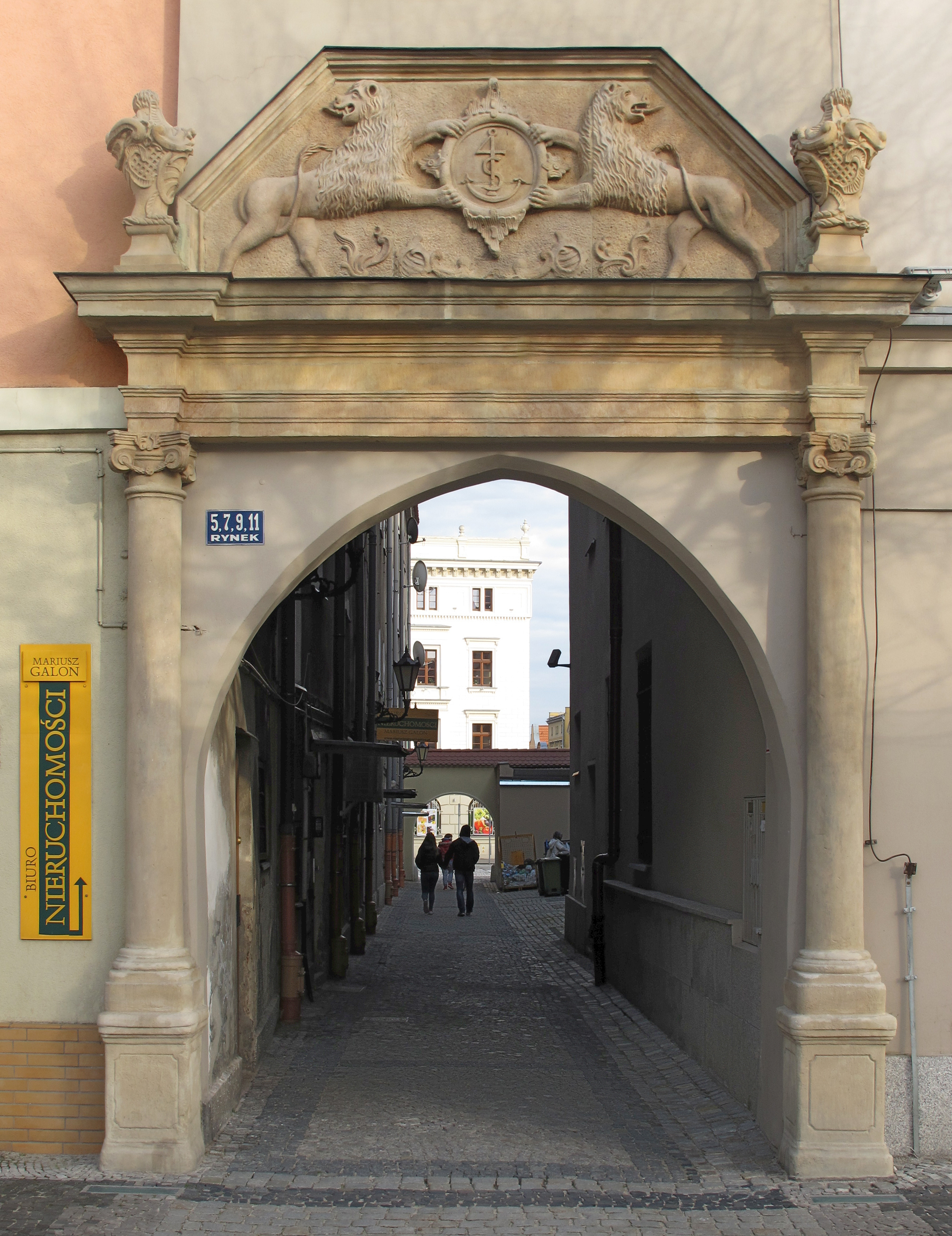